# Sylvia Hoeks
Sylvia Hoeks, nizozemska filmska in televizijska igralka ter fotomodel, * 1. junij 1983, Maarheeze.

## Mladost
Odraščala je v kraju Maarheeze, Noord-Brabant na Nizozemskem. Tekoče govori nizozemsko, nemško, francosko in angleško. Po končani srednji šoli se je vpisala na igralsko akademijo v Maastrichtu.

## Kariera
Pri 14 letih jo je odkrila agencija Elite Model Management, kmalu zatem pa j je bila njena fotografija že objavljena na naslovnici revije Elle Girl. Nekaj let je tako delala kot fotomodel po Evropi.
Kmalu po diplomi na igralski akademiji v Maastrichtu, je leta 2007 dobila vlogo v filmu Duskarežiserja Josa Stellinga, za katero je dobila nagrado Zlato tele za najboljšo stransko vlogo, ki je nizozemska različica ameriškega Oskarja. Njena naslednja vloga je bila vloga Julie v filmu The Storm (2009), ter glavna vloga v filmu Tirza (2010). Leta 2011 je igrala vlogo Johanne van Heesch v filmu The Gang of Oss, leta 2012 pa Elise v The Girl and Death. Leta 2013 je v filmu The Best Offer Hoeksova iglala vlogo Claire Ibbetson .
V nizozemski televizijski seriji Bloedverwanten je nastopala med leti 2010 in 2014, nato pa med leto 2011 in 2015 še v seriji Overspel.
V filmu Iztrebljevalec 2049 iz leta 2017 je igrala replikantko Luv. V pripravi na snemanje filma je intenzivno trenirala borilne veščine in obiskovala fitnes.
Njena naslednja odmevna vloga je bila v filmu režiserja Luca Bessona Renegades. Istega leta je bila izbrana tudi za vlogo Leigh v filmu All the Devil's Men. Oktobra 2017 je bila izbrana tudi za nastop v filmu Dekle v pajkovi mreži, nadaljevanju filma Dekle z zmajskim tatujem.

## Filmografija
| Leto | Naslov                | Vloga              |
| ---- | --------------------- | ------------------ |
| 2007 | Duska                 | Dekle              |
| 2008 | Tiramisu              | Vanessa            |
| 2009 | The Storm             | Julia              |
| 2010 | Tirza                 | Tirza              |
| 2011 | The Gang of Oss       | Johanna van Heesch |
| 2012 | The Girl and Death    | Elise              |
| 2013 | The Best Offer        | Claire Ibbetson    |
| 2013 | Bros Before Hos       | Anna               |
| 2017 | Whatever Happens      | Hannah             |
| 2017 | Iztrebljevalec 2049   | Luv                |
| 2017 | Renegades             | Lara Simic         |
| 2018 | Dekle v pajkovi mreži | Camilla Salander   |
| 2018 | All the Devil's Men   | Leigh              |

| Leto      | Naslov                    | Vloga                    | Opombe                   |
| --------- | ------------------------- | ------------------------ | ------------------------ |
| 2005      | Vuurzee                   | Sonja Looman             | Glavna vloga (24 epizod) |
| 2006      | Gooische Vrouwen          | Lucy                     | (4) epizode              |
| 2009–2013 | 't Schaep met de 5 pooten | Ellie de Beer            | (3) epizode              |
| 2010–2014 | Bloedverwanten            | Antje Zwager             | Glavna vloga (24 epizod) |
| 2011–2015 | Overspel                  | Iris van Erkel-Hoegaarde | Glavna vloga (32 epizod) |
| 2016      | Berlin Station            | Claudia Gartner          | (2) epizodi              |

## Nagrade
- 2007: Zlato tele za stransko vlogo za Duska[7][8]
- 2009: Najboljša igralka na Festroia International Film Festival za The Storm[3]
- 2011: Shooting Stars Award[3]
- 2014: Sylvia Kristel Award[16][17][18]